# Ushnisha

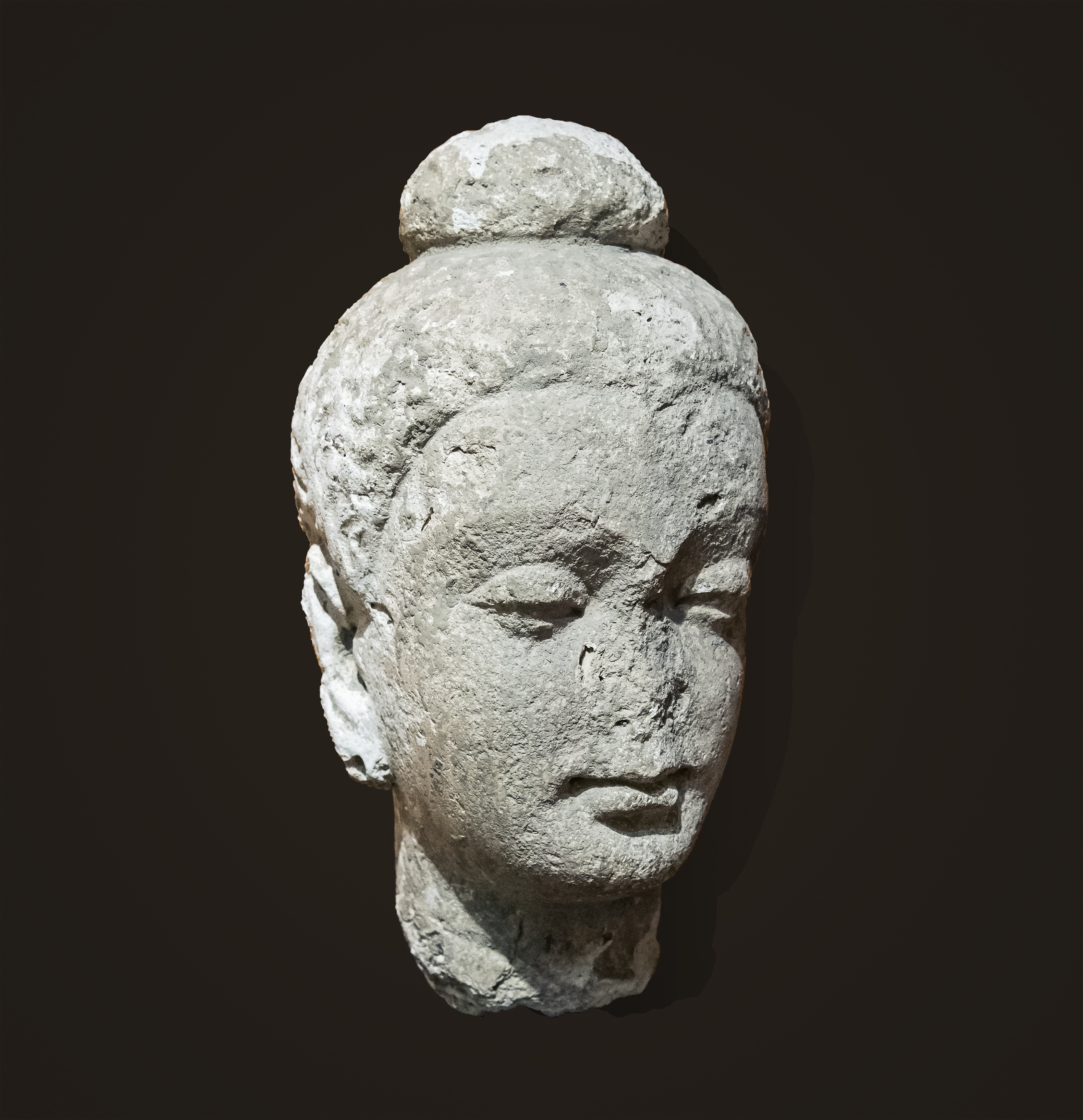
Cabeza de Buda, coronada por la ushnisha,, Hadda, en el actual Afganistán.

Ushnisha (en sánscrito: उष्णीष, AITS: uṣṇīṣa) hace referencia a un óvalo tridimensional sobre la cabeza de Buda y que simboliza su iluminación y gran sabiduría. Es un atributo muy común en el arte e iconografía budista. Su presencia no busca representar al Buda histórico sino al estatus especial relacionado con el poder espiritual, el conocimiento y los ideales religiosos predicados por Buda.
Se dice que es una de las 32 marcas (dvātriṃśadvara-lakṣaṇa) de una 'persona superior' (mahāpuruṣa), sea que haya alcanzado el estado de budeidad o un Chakravartin ('aquel cuyos chakras giran').
La palabra en sánscrito uṣṇīṣa se traduce literalmente como 'turbante'.

## Descripción e interpretación
La ushnisha puede ser representada e interpretada bajo varias formas en función de la época y el lugar: una llama, un moño, una corona o una protuberancia craneal. En una biografía de Buda se cuenta que las llamas aparecían sobre su corona mientras meditaba.
Las explicaciones de lo que es la uṣṇīṣa también van desde «turbante» hasta «una cabeza con forma de turbante», pasando por un moño de pelo. Existe otro término para el moño de pelo enrollado utilizado: kaparda (en sánscrito: 'कपर्द), tal como se representa en algunas figuras como las de Maitreya, Sinivalí Shiva, Rudra y más.
Se estima que a partir del reinado del emperador kushana Huvishka durante el siglo II, las representaciones de Buda, como la de Amitābha, adoptaran, y resignificaran la kaparda del hinduismo como símbolo de poder. Estas primeras representaciones de Buda en el arte grecobúdico de Gandhara con moño, sugiere que la interpretación de la ushnisha como una protuberancia sobrenatural se produjo posteriormente, cuando la representación del moño se volvió más simbólica y perdió su significado original.
Si bien es una de las características principales de la imagen de Buda, no hay evidencia de que el Buda histórico llevara moño. El canon literario y los libros antiguos afirman claramente que llevaba la cabeza rapada. Un evento mencionado en los textos es cuando un cazador, estando de cacería, se encontró con Gautama Buda, una vez abandonado el atuendo de príncipe. Se indica que el cazador dejó de cazar de día, luego de ver al hombre rapado en medio de la jungla, considerando que era un mal augurio.

## En las escrituras
La ushnisha se menciona con frecuencia en la literatura budista, desde las primeras escrituras pāli como el Dīgha Nikāya 30 Lakkhaṇasuttaṃ del siglo V a. C. hasta las obras del monje erudito indio Buddhaghosa del siglo V, y también en amplios contextos culturales no solo en India, sino también en China y Tíbet.

## Galería de imágenes
|                                                |
| Thangka con una avadana de Siddhārtha Gautama. |

|                                                                        |
| Kaparda en la cabeza del bodhisattva Maitreya, siglos I-III, Gandhara. |

|                                                                  |
| Cabeza de Buda de perfil, Borobudur, Java Central, 778-824 d. C. |

|                                                  |
| Ushnisha de oro, siglos IX a X, Java, Indonesia. |